# Capo Roberts
Capo Roberts (in inglese Cape Roberts) è un promontorio roccioso della terra della regina Victoria, Dipendenza di Ross, in Antartide.
Localizzato ad una latitudine di 77° 02′ S ed una longitudine di 163° 12′ E, delimita l'ingresso sud di Granite Harbor.
Scoperto durante la spedizione Nimrod del 1907-09 di Ernest Shackleton, è stato intitolato a William  Roberts, assistente zoologo e cuoco della missione.